# رولند تی‌آر-۸۰۸
رولند تی‌آر-۸۰۸ ریتم کامپوزر (انگلیسی: Roland TR-808 Rhythm Composer) که معمولاً با نام ۸۰۸ شناخته می‌شود، یک ماشین درام است که بین سال‌های ۱۹۸۰ و ۱۹۸۳ توسط شرکت رولند ساخته شد. این دستگاه یکی از اولین ماشین‌های درامی بود که به کاربران اجازه می‌داد به‌جای استفاده از الگوهای از پیش تعیین‌شده، به برنامه‌ریزی ریتم‌ها بپردازند. ۸۰۸، برخلاف نزدیک‌ترین رقیب خود در آن زمان یعنی لین ال‌ام-۱ که گران‌تر نیز بود، به‌جای پخش نمونه، صداها را با استفاده از سنتز آنالوگ تولید می‌کند.
۸۰۸ که زمانی عرضه شد که موسیقی الکترونیک هنوز به جریان اصلی تبدیل نشده بود، به یک شکست تجاری تبدیل شد. پس از ساخت تقریباً ۱۲٬۰۰۰ واحد، رولند پس از غیرممکن شدن ذخیره‌سازی مجدد نیمه‌هادی‌های آن، تولید ۸۰۸ را متوقف کرد. تی‌آر-۹۰۹ در سال ۱۹۸۳ جانشین آن شد.
در طول دههٔ ۱۹۸۰، ۸۰۸ به‌دلیل مقرون به صرفه بودن در بازار دست دوم، سهولت استفاده و صداهای خاص، به‌ویژه بیس‌درام عمیق و پررونق آن، طرفدارانی را در میان موسیقی‌دانان زیرزمینی به خود جذب کرد. این دستگاه تبدیل به سنگ بنای ژانرهای نوظهور الکترونیک، رقص و هیپ هاپ شد که با آثار موفق اولیه مانند «پلنت راک» اثر افریکا بمباتا و سول‌سونیک فورس، و نیز «بهبود جنسی» اثر ماروین گی به محبوبیت رسید.
۸۰۸ در نهایت بیش از هر ماشین درام دیگری بر روی ترانه‌های موفق استفاده شد. محبوبیت آن در هیپ هاپ آن را به یکی از تأثیرگذارترین اختراعات در موسیقی عامه‌پسند تبدیل کرده‌است که با تأثیر فندر استرتوکستر بر موسیقی راک قابل مقایسه است. صداهای آن در نرم‌افزارهای موسیقی و ماشین‌های درام مدرن نیز گنجانده شده‌است و الهام‌بخش بازسازی‌های بدون مجوز نیز بوده‌است.

## اثرگذاری
اگرچه تی‌آر-۸۰۸ از لحاظ تجاری ناموفق بود، اما بیش از ماشین درام دیگری در ترانه‌ها و آثار موسیقایی موفق مورد استفاده قرار گرفت و به یکی از الهام‌بخش‌ترین اختراعات در حیطهٔ موسیقی عامه‌پسند تبدیل شد. همزمان با توقف تولید آن از سوی رولند در سال ۱۹۸۳، فروش این سینث‌سایزر در بازار دست دوم رواج یافته بود و معمولاً با قیمتی کمتر از ۱۰۰ دلار (معادل ۲۹۴ $ در ۲۰۲۲) به فروش می‌رسید. سهولت استفاده از این دستگاه، قیمت مناسب و صدای منحصربه‌فرد آن باعث محبوبیت آن میان موسیقی‌دانان و تهیه‌کنندگان موسیقی زیرزمینی شد و آن را به سنگ بنای سبک‌های در حال توسعهٔ الکترونیک و هیپ هاپ تبدیل کرد.
سی‌بی‌سی نیوز نخستین کاربرد ۸۰۸ را به گروه ژاپنی موسیقی الکترونیک یلو مجیک ارکسترا در سال ۱۹۸۰ منتسب کرده‌است. ماروین گی، هنرمند آمریکایی سبک آراندبی، نخستین تک‌آهنگ موفق حاوی صدای ۸۰۸ را با نام «شفای جنسی» در سال ۱۹۸۲ منتشر کرد. گی به این دلیل جذب ۸۰۸ شده بود که می‌توانست در انزوا و بدون نیاز به حضور سایر موسیقی‌دانان و تهیه‌کنندگان، با آن به تولید موسیقی بپردازد.
نمونه‌های برداشته‌شده از ۸۰۸ به‌طور رایجی در نرم‌افزارهای ساخت موسیقی در دسترس هستند و این سینث‌سایزر الهام‌بخش چندین دستگاه مشابه فاقد مجوز نیز بوده‌است. در سال ۲۰۱۹، مجله دی‌جی نوشت که این سینث‌سایزر احتمالاً پرکاربردترین ماشین درام در ۴۰ سال گذشته بوده‌است.

### هیپ هاپ
رولند ۸۰۸ به‌عنوان دستگاه مشابه گیتار فندر استرتوکستر در موسیقی هیپ هاپ توصیف شده‌است. گیتار فندر استرتوکستر به‌طور چشم‌گیری بر توسعهٔ موسیقی راک اثرگذار بوده‌است. این ماشین درام مورد استفادهٔ پیشگامان موسیقی هیپ هاپ از جمله ران-دی.ام.سی، ال‌ال کول جی و پابلیک انمی نیز بوده‌است.

### موسیقی الکترونیک
در سال ۱۹۸۲، افریکا بمباتا و سول‌سونیک فورس تک‌آهنگ خود با نام «پلنت راک» را منتشر کردند که در آن برای ساخت پرکاشن «غریب و آینده‌نگر» محبوب باشگاه‌های رقص، از ۸۰۸ استفاده شده بود. این قطعه الهام‌بخش توسعهٔ موسیقی الکترونیک و هیپ هاپ و زیرسبک‌هایی از جمله میامی بیس و دیترویت تکنو بود و ۸۰۸ را به‌عنوان یک «عنصر بنیادین برای صداهای آینده‌نگر» به شهرت رساند. به‌گفتهٔ اسلیت، «پلنت راک» «به‌قدری ۸۰۰۸ را روی نقشه قرار نداد که بتواند جهت کل دنیای موسیقی رقص پست-دیسکو اطراف آن را تغییر دهد».
۸۰۸ استیت، گروه موسیقی الکترونیک بریتانیایی، نام خود را از ماشین درام ۸۰۸ گرفته‌است و به‌طور گسترده‌ای نیز از آن استفاده کرده‌است.